# روشنی نادار

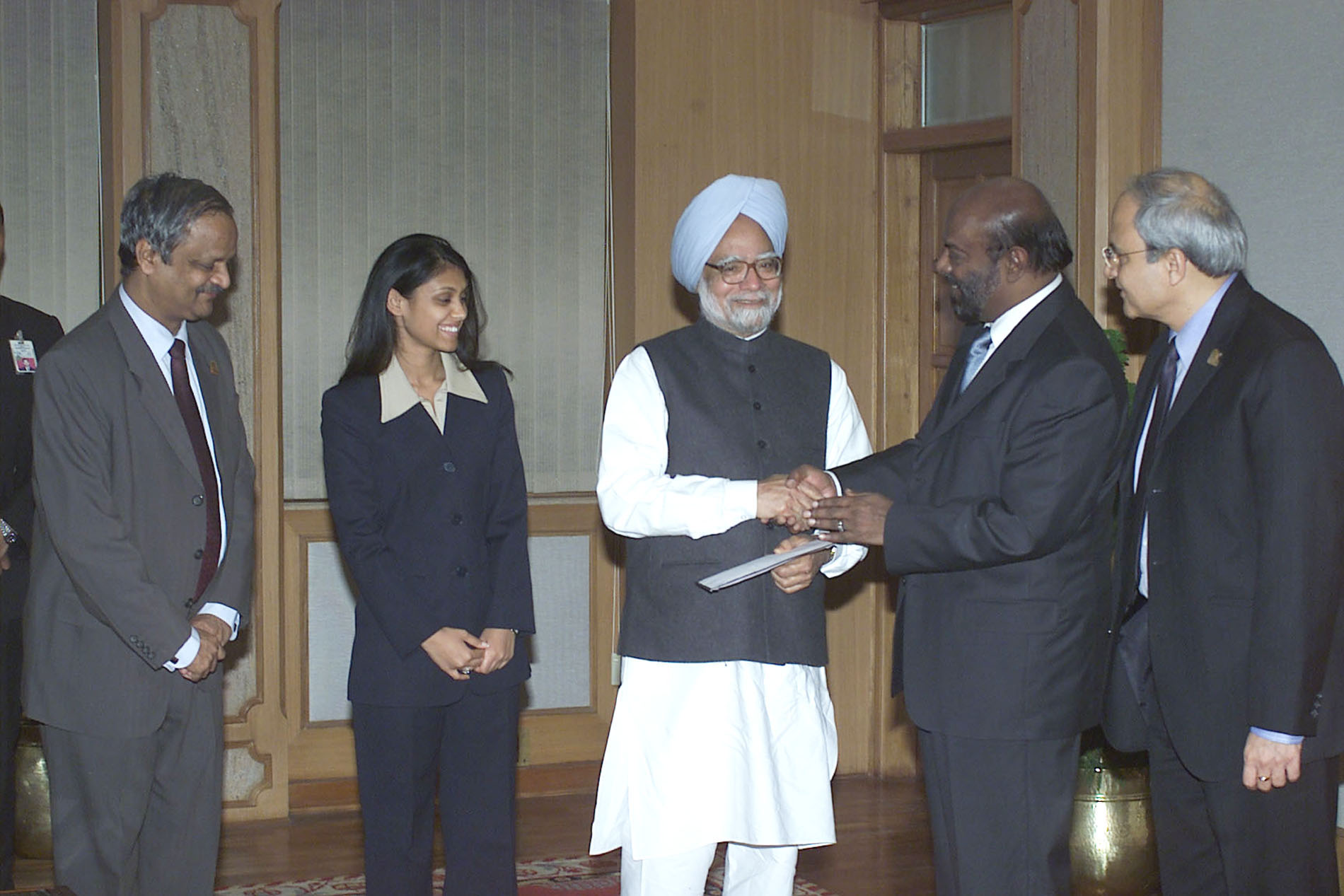

روشنی نادار مالوترا رئیس HCL Technologies و اولین زنی است که یک شرکت IT را در هند رهبری کرده است.   او تنها فرزند بنیانگذار HCL شیو نادار است .  در سال 2019 ، او در رتبه 54 در لیست 100 قدرتمندترین زنان جهان فوربس قرار دارد.  طبق آمار IIFL Wealth Hurun India Rich Rich List (2019) ، روشنی نادار ثروتمندترین زن هند است . 

## اوایل زندگی
روشنی نادار در دهلی بزرگ شد، در مدرسه وانیان دره تحصیل کرد و فارغ التحصیل دانشگاه در رشته ارتباطات با محوریت رادیو / تلویزیون / فیلم از دانشگاه شمال غربی بود. او همچنین با داشتن مدرک کارشناسی ارشد در مدیریت بازرگانی با تمرکز بر مدیریت و استراتژی شرکت‌های اجتماعی از دانشکده مدیریت Kellogg فارغ التحصیل شد. 

## حرفه
او قبل از پیوستن به HCL در شرکت‌های مختلف به عنوان تولید کننده کار کرده است.  پس از گذشت یک سال از عضویت در HCL، به عنوان مدیر اجرایی و مدیرعامل شرکت HCL بالا رفت.   پس از کناره‌گیری پدرش، شیو نادار بعداً رئیس این شرکت شد. 

## ابتکارات بشردوستانه
پیش از اینکه مدیرعامل HCL شود، روشنی نادار به عنوان متولی بنیاد شیو نادار، که در کالج مهندسی غیر انتفاعی سری سیواسوبرامانیا نادار در چنای فعالیت داشت، خدمت کرده است.  او همچنین در ساختن برند در گروه HCL شرکت کرده بود. نادار همچنین رئیس آکادمی رهبری VidyaGyan ، آکادمی رهبری برای افراد محروم اقتصادی است.   او که علاقه‌مند به حیات وحش و حفاظت از آن است ، "اعتماد زیستگاه ها" را ایجاد کرد که هدف از آن محافظت از زیستگاه‌های طبیعی هندوستان و گونههای بومی در تلاش برای ایجاد و حفاظت از اکوسیستم های پایدار است. 